# عزيز علييف
عزيز محمد كريم أوغلو علييف (أزيري: Əziz Əliyev؛ الروسية: Азиз Алиев؛ 20 ديسمبر 1896 - 27 يوليو 1962) كان سياسي أذربيجاني، داغستاني وسوفيتي، عالم، وعضو في السوفيت الأعلى في اتحاد الجمهوريات الاشتراكية السوفيتية. وكان حمو رئيس أذربيجان حيدر علييف، الذي تزوج ابنته زريفة علييف، وجد جد لرئيس أذربيجان الحالي إلهام علييف.

## حياة مبكرة
ولد عزيز علييف في أسرة أذرية من الطبقة العاملة في الجزء الريفي من محافظة يريفان (التي كانت آنذاك جزءًا من الإمبراطورية الروسية، التي أصبحت الآن جزءًا من أرمينيا) في هاماملي (سبيتاك حاليًا). بينما كان طفلاً رضيعاً، انتقل مع عائلته إلى يريفان، حيث سرعان ما بدأ في الالتحاق بمدرسة ابتدائية روسية مسلمة، ثم في وقت لاحق في يريفان صالة للألعاب الرياضية(مدرسة ثانوية في نظام التعليم الإمبراطوري الروسي). بسبب مكانته الأكاديمية العالية، تم إعفائه من دفع تكاليف التعليم، لحسن الحظ لأسرته التي كانت في حاجة ماسة. بعد تخرجه بمرتبة الشرف، رعى علييف من قبل محسن زينب الدين تاغييف لدخول الأكاديمية العسكرية الطبية الروسية في سانت بطرسبرغ في عام 1917. بسبب ثورة أكتوبر والاضطرابات المدنية في جنوب القوقاز التي تميزت بعدم الاستقرار السياسي والتطهير العرقي، اضطر علييف للعودة إلى أرمينيا عام 1918 وهرب مع عائلته أولاً إلى شاختاختي (مدينة في ناختشفان) ثم إلى شمال إيران. في أوائل 1920 كان يعمل في مراكز المساعدات في يريفان، ناختشفان وعلى الضفة الجنوبية لنهر أراس. في عام 1923 جاء إلى باكو للعمل في الدائرة الإدارية لمجلس وزراء أذربيجان وإكمال دراسته الجامعية في الدراسات الطبية. في عام 1937 حصل على درجة الدكتوراه. درجة في الطب.

## مهنة الطب
في عام 1928، شغل عزيز علييف منصب رئيس القسم الطبي في مفوضية الشعب الشعبية (وزارة الصحة). في عام 1929 تمت ترقيته إلى نائب وزير الرعاية الصحية ومدير المعهد الطبي الأذربيجاني. في عام 1934 أصبح رئيس قسم الرعاية الصحية في باكو. في عام 1935 تم تعيينه رئيسًا لجامعة أذربيجان الطبية. خلال هذه السنوات نشر عددًا من المقالات والكتب المدرسية، وكان رئيس تحرير المجلة الطبية الأذربيجانية. من يناير إلى مايو 1937، كان علييف أيضًا رئيس جامعة أذربيجان الحكومية.

## مهنة سياسية
في عام 1938، تم انتخاب عزيز علييف سكرتيرا للسفير السوفيتي الاذربيجاني. في 1939-1941 شغل منصب وزير الرعاية الصحية الأذربيجاني. في عام 1941، وبعد الغزو السوفيتي لأذربيجان الإيرانية وإقليم كردستان الإيراني، تم نشر علييف في تبريز في مهمة سياسية. كان هدف مجلسه (المعروف فيما بعد باسم "مجموعة عزيز علييف") إقامة علاقات مع الشيوعيين المحليين ونشر الشيوعية على المستويات السياسية والاجتماعية والثقافية.

### داغستان
في 16 سبتمبر 1942 عين جوزيف ستالين علييف أمين لجنة داغستان الإقليمية للحزب الشيوعي في الاتحاد السوفيتي، وهو أعلى سلطة في داغستان ASSR. خلال السنوات الست التي قضاها في هذا المنصب، تمكن علييف من وضع حد للعداء الذي عبر عنه السكان المحليون نحو الحكومة المركزية. في ذروة الحرب الوطنية العظمى، كان الهروب من انعدام الثقة المتبادل بين السلطات السوفيتية وشعوب القوقاز، قضية كبيرة (في عام 1944 سيؤدي ذلك إلى ترحيل أكثر من 600000 من سكان شمال القوقاز إلى وسط آسيا لم تؤثر على داغستان). في نوفمبر عام 1942، عقد علييف اجتماعا مع القادة الذين يهدفون إلى مصالحتهم مع الحكومة الشيوعية. وقد أيد علانية تراث الإمام شامل، الزعيم المسلم للمقاومة المعادية لروسيا في القرن التاسع عشر، والذي يحتفل به داغستانيس بشكل جيد، لكن كرملين شعر بالامتنان والرفض من جانبه في ذلك الوقت بسبب طبيعته الدينية والقومية.
تميزت قيادة حزب عزيز علييف في داغستان بتحسينات كبيرة في المجالات الطبية والتعليمية والثقافية. تم تأسيس فرع داغستان التابع لأكاديمية العلوم في اتحاد الجمهوريات الاشتراكية السوفيتية، وجامعة الداغستان التربوية الحكومية (التي تأسست كمعهد الداغستاني للنساء)، وعدد من المسارح والمدارس الطبية المتخصصة في هذه الجمهورية المستقلة، خلال فترة ولاية علييف. حصل مرتين على وسام لينين، وهو أعلى ترتيب وطني للاتحاد السوفيتي.

### أذربيجان
كانت مسيرة عزيز علييف الناجحة بمثابة تكهنات بين المسؤولين الحكوميين في أذربيجان، ولا سيما مير جعفر باغيروف، الزعيم الشيوعي لجمهورية أذربيجان الاشتراكية السوفيتية في العصر الستاليني. وإذ شعر بالقلق من شائعات عن الاستعاضة عن علييف، تمكن باغيروف من طرده من السلطة التنفيذية في داغستان وإرساله إلى موسكو للعمل مفتشا في اللجنة المركزية للحزب الشيوعي في الاتحاد السوفيتي. في عام 1950 تم تعيين علييف نائبا لرئيس أذربيجان السوفيتي العليا السوفيتي. في عام 1951 تم طرده من الحكومة وأصبح مديرا لمعهد أورثوبيدي. في عام 1952 تم تخفيض رتبته إلى الطبيب في مستشفى في إحدى ضواحي باكو. كان السبب الرسمي وراء هذا القمع هو الاتهام بأن علييف لم يبلغ أبداً عن أصله الاجتماعي. تفاقمت من حقيقة أن أخته عاشت في إيران. بعد وفاة ستالين واعتقال باغيروف في عام 1953، أعيد تأسيس علييف كمدير لمعهد أورثوبيدي وسكرتير السوفيت الأعلى، حيث عمل حتى وفاته في عام 1962.

## العائلة
في عام 1920، تزوج عزيز علييف من ليلى أباسوفا، وهي من مواطني يريفان. ثلاثة من أطفالهم: تامرلان، زريفة وجميل، تابعوا مهن الطب. أصبحت ابنته الأخرى غولارا ألييفا ملحنًا ومغنيًا. في عام 1948 تزوجت ابنته زاهدة من حيدر علييف، السكرتير الأول للحزب الشيوعي الآذربيجاني والرئيس الأذربيجاني في الفترة 1993-2003، وفي عام 1955 حملت ابنتهما سيفيل ألييفا وفي عام 1961 حملت ابنهما إلهام علييف، الذي خلف والده كرئيس للبلاد. أذربيجان في 2003.

## الأوسمة والجوائز
- اثنان أوامر لينين.
- وسام الراية الحمراء للعمل.
- وسام الحرب الوطنية، الصف الأول.
- تكريم دكتور أذربيجان SSR.